# 유명희 (공무원)
유명희(兪明希, 1967년 6월 5일 울산 ~ )는 대한민국의 제2대 산업통상자원부 통상교섭본부장을 역임한 공무원이었다.

## 학력
- 정신여자고등학교 졸업
- 1986 ~ 1990년 서울대학교 영어영문학과 학사
- 1992 ~ 1995년 서울대학교 행정대학원 정책학 석사
- 1999 ~ 2002년 밴더빌트 대학교 로스쿨 J. D.

## 경력
- 1991년 제35회 행정고시 합격
- 1992.04 ~ 1995.12 총무처 중앙공무원교육원 사무관
- 1995.12 ~ 1998.03 통상산업부 세계무역기구담당관실 사무관
- 1998.03 ~ 1999.08 외교통상부 북미통상과 사무관
- 2003.08 외교통상부 다자통상협력과 사무관
- ~ 2005.01 외교통상부 통상정책기획과 사무관
- 2005.01 ~ 2006.02 외교통상부 자유무역협정 정책과 과장
- 2006.02 ~ 2007.08 외교통상부 자유무역협정 서비스교섭과 과장
- 2007.08 ~ 2010.08 주중국대한민국대사관 참사관
- 2010.08 ~ 2014.02 아시아태평양경제협력체 사무국 파견 참사관
- 2014.02 ~ 2015.01 대통령비서실 홍보수석실 외신대변인
- 2015.03 산업통상자원부 통상교섭실 동아시아자유무역협정추진기획단 단장
- 2015.03 ~ 2017.09 산업통상자원부 통상교섭실 자유무역협정교섭관
- 2017.09 ~ 2018.01 산업통상자원부 통상정책국 국장
- 2018.01 ~ 2019.02 산업통상자원부 통상교섭실 실장
- 2019.02 ~ 2021.08 산업통상자원부 통상교섭본부 본부장
- 2030 부산 세계박람회 유치기획단 단장
- 2021.09 ~ 2022 외교부 경제통상대사
- 2022.08 2030부산세계박람회 유치위원회 유치사절단 위원
- 2022 ~ 서울대학교 국제대학원 객원교수
- 2022년 10월~ HD현대건설기계(주) 사외이사
  - HD현대건설기계(주) 감사위원회 위원
  - HD현대건설기계(주) 사외이사 후보추천 위원회 위원
  - HD현대건설기계(주) ESG 위원회 위원장
  - HD현대건설기계(주) 보상위원회 위원
- 2022.11 ~ 삼성전자 사외이사
  - 삼성전자 사외이사후보추천위원회 위원
  - 삼성전자 지속가능경영위원회 위원

## 가족
남편은 자유한국당의 정태옥 의원이다.

## 생애
통상 관련 전문 공무원이며, 외교통상부와 산업통상자원부에서 재직 시절 주로 통상정책 및 통상교섭에 관련한 보직을 맡아왔다. 문재인 정부에서 통상교섭본부장으로 발탁되었으며, 재임 시절 역내 포괄적 경제 동반자 협정 타결을 이루어냈다.
이후 2020년 11월 WTO의 사무총장으로 선거에 출마하며 나이지리아의 응고지 오콘조이웨알라 후보와 경쟁하였다. 그러나 최종적으로 사무총장 후보직을 사퇴하면서 오콘조이웨알라 후보가 WTO 사무총장으로 선출되었다.
| 전임 김현종 | 제2대 산업통상자원부 통상교섭본부장 2019년 2월 28일 ~ 2021년 8월 5일 | 후임 여한구 |